# Li Qincheng
Li Qincheng (李钦诚; Nanchang, 20 ottobre 1998) è un goista cinese.

## Biografia
Diventato professionista nel 2007, nel 2013 ha vinto il settimo Xinxiu.
Nel 2016 ha vinto sia la terza Globis Cup contro Kyo Kagen sia la ventottesima Asian TV Cup contro il sudcoreano Shin Jin-seo, ed è stato promosso prima 5 dan e poi 9 dan nello stesso anno.
Nel 2022 la ventitreesima edizione della Agon Cup Cina-Giappone.
È stato selezionato come membro della squadra cinese di go ai XIX Giochi asiatici del 2023, dove ha partecipato alla competizione maschile a squadre insieme a Zhao Chenyu, Mi Yuting, Yang Dingxin, Ke Jie e Yang Kaiwen. Nella fase preliminare la Cina è arrivata seconda nel torneo, con cinque vittorie e una sola sconfitta, subita nella sfica contro la Corea del Sud; Li ha vinto cinque incontri su cinque, sconfiggendo tra gli altri il professionista taiwanese Lai Junfu e il malese Chang Fukang. In semifinale la Cina ha sconfitto per 4-1 Taiwan: Li ha perso contro il taiwanese Xu Haohong, vincitore della medaglia d'oro individuale. Nella finale per la medaglia d'oro tra Cina e Corea del Sud, Li ha vinto contro Byun Sang-il; malgrado ciò, la Corea del Sud ha vinto 4-1 e la Cina ha conquistato la medaglia d'argento.
Ad aprile 2024 ha sconfitto Xie Ke nella finale della Coppa Weifu Fangkai.
Ad aprile 2025 è stato sconfitto per 0-2 nella finale della prima edizione della Coppa Beihai Xinyi dal cinese Wang Xinghao.

## Palmarès
| Nazionali              | Nazionali | Nazionali |
| Torneo                 | Vittorie  | Finalista |
| ---------------------- | --------- | --------- |
| Coppa Ahan Tongshan    | 1 (2022)  |           |
| CCTV Cup               | 1 (2014)  | 1 (2016)  |
| Xinren Wang            |           | 1 (2014)  |
| Longxing               |           | 1 (2017)  |
| Coppa Weifu Fangkai    | 1 (2024)  |           |
| Internazionali         |           |           |
| Torneo                 | Vittorie  | Finalista |
| Asian TV Cup           | 1 (2016)  |           |
| Globis Cup             | 1 (2016)  |           |
| Agon Cup Cina-Giappone | 1 (2022)  |           |
| Coppa Beihai Xinyi     |           | 1 (2025)  |